# Ralph Dawson
Ralph Dawson (18 de abril de 1897 — 15 de novembro de 1962) é um editor estadunidense. Venceu o Oscar de melhor montagem em três ocasiões: por A Midsummer Night's Dream, Anthony Adverse e The Adventures of Robin Hood.

## Filmografia selecionada como editor
| Ano  | Filmes                       | Diretor                             | Notas        |
| ---- | ---------------------------- | ----------------------------------- | ------------ |
| 1925 | Lady of the Night            | Monta Bell                          |              |
| 1927 | Beware of Married Men        | Archie Mayo                         |              |
| 1927 | If I Were Single             | Roy Del Ruth                        |              |
| 1928 | Tenderloin                   | Michael Curtiz                      |              |
| 1928 | Five and Ten Cent Annie      | Roy Del Ruth                        |              |
| 1928 | Caught in the Fog            | Howard Bretherton                   |              |
| 1928 | Black Butterflies            | James W. Horne                      |              |
| 1928 | The Singing Fool             | Lloyd Bacon                         |              |
| 1928 | Beware of Bachelors          | Roy Del Ruth                        |              |
| 1929 | Stark Mad                    | Lloyd Bacon                         |              |
| 1929 | The Desert Song              | Roy Del Ruth                        |              |
| 1930 | Under a Texas Moon           | Michael Curtiz                      |              |
| 1930 | Big Boy                      | Alan Crosland                       |              |
| 1930 | Outward Bound                | Robert Milton                       |              |
| 1931 | My Past                      | Roy Del Ruth                        |              |
| 1931 | Blonde Crazy                 | Roy Del Ruth                        |              |
| 1931 | The Mad Genius               | Michael Curtiz                      |              |
| 1931 | Her Majesty, Love            | William Dieterle                    |              |
| 1932 | High Pressure                | Mervyn LeRoy                        |              |
| 1932 | Jewel Robbery                | William Dieterle                    |              |
| 1932 | One Way Passage              | Tay Garnett                         |              |
| 1933 | Girl Missing                 | Robert Florey                       |              |
| 1933 | The Silk Express             | Ray Enright                         |              |
| 1934 | Something Always Happens     | Michael Powell                      |              |
| 1934 | The Firebird                 | William Dieterle                    |              |
| 1934 | Sweet Adeline                | Mervyn LeRoy                        |              |
| 1935 | A Midsummer Night's Dream    | William Dieterle                    |              |
| 1935 | Dr. Socrates                 | William Dieterle                    |              |
| 1936 | The Story of Louis Pasteur   | William Dieterle                    |              |
| 1936 | Anthony Adverse              | Mervyn LeRoy                        |              |
| 1936 | Three Men on a Horse         | Mervyn LeRoy                        |              |
| 1937 | The Prince and the Pauper    | William Keighley                    |              |
| 1937 | Another Dawn                 | William Dieterle                    |              |
| 1937 | First Lady                   | Stanley Logan                       |              |
| 1938 | The Adventures of Robin Hood | - Michael Curtiz - William Keighley |              |
| 1938 | Four Daughters               | Michael Curtiz                      |              |
| 1938 | The Dawn Patrol              | Edmund Goulding                     |              |
| 1939 | Yes, My Darling Daughter     | William Keighley                    |              |
| 1939 | Daughters Courageous         | Michael Curtiz                      |              |
| 1939 | Espionage Agent              | Lloyd Bacon                         |              |
| 1939 | Four Wives                   | Michael Curtiz                      |              |
| 1940 | 'Til We Meet Again           | Edmund Goulding                     |              |
| 1940 | Knute Rockne, All American   | Lloyd Bacon                         |              |
| 1941 | Four Mothers                 | William Keighley                    |              |
| 1941 | The Great Lie                | Edmund Goulding                     |              |
| 1941 | Manpower                     | Raoul Walsh                         |              |
| 1942 | Kings Row                    | Sam Wood                            |              |
| 1942 | Larceny, Inc.                | Lloyd Bacon                         |              |
| 1942 | George Washington Slept Here | William Keighley                    |              |
| 1944 | The Adventures of Mark Twain | Irving Rapper                       |              |
| 1944 | Mr. Skeffington              | Vincent Sherman                     |              |
| 1944 | Experiment Perilous          | Jacques Tourneur                    |              |
| 1945 | The Spanish Main             | Frank Borzage                       |              |
| 1945 | Saratoga Trunk               | Sam Wood                            |              |
| 1946 | Heartbeat                    | Sam Wood                            | Sem créditos |
| 1946 | Lady Luck                    | Edwin L. Marin                      |              |
| 1947 | Honeymoon                    | William Keighley                    |              |
| 1947 | Ivy                          | Sam Wood                            |              |
| 1947 | Ride the Pink Horse          | Robert Montgomery                   |              |
| 1948 | All My Sons                  | Irving Reis                         |              |
| 1948 | Rogues' Regiment             | Robert Florey                       |              |
| 1948 | An Act of Murder             | Michael Gordon                      |              |
| 1949 | Once More, My Darling        | Robert Montgomery                   |              |
| 1949 | Free for All                 | Charles Barton                      |              |
| 1949 | Undertow                     | William Castle                      |              |
| 1950 | Deported                     | Robert Siodmak                      |              |
| 1950 | Peggy                        | Fred de Cordova                     |              |
| 1950 | Harvey                       | Henry Koster                        |              |
| 1950 | Mystery Submarine            | Douglas Sirk                        | Sem créditos |
| 1951 | Sealed Cargo                 | Alfred L. Werker                    |              |
| 1952 | A Girl in Every Port         | Chester Erskine                     |              |
| 1952 | The Lusty Men                | Nicholas Ray                        |              |
| 1952 | Blackbeard the Pirate        | Raoul Walsh                         |              |
| 1953 | Island in the Sky            | William A. Wellman                  |              |
| 1953 | Hondo                        | John Farrow                         |              |
| 1954 | The High and the Mighty      | William A. Wellman                  |              |
| 1956 | The Boss                     | Byron Haskin                        |              |
| 1956 | Flight to Hong Kong          | Joseph M. Newman                    | Sem créditos |

## Filmografia selecionada como Ator, Diretor e Escritor
| Ano  | Filmes            | Diretor | Personagem      | Notas        |
| ---- | ----------------- | --- | --------------- | ------------ |
| 1935 | Skybound          | Raymond K. Johnson                                                                                         | Plainclothesman | Sem créditos |
| 1937 | The Schooner Gang | style="background: #ececec; color: grey; vertical-align: middle; text-align: center; " class="table-na"\|— |                 | Sem créditos |

| Ano  | Filmes                     |
| ---- | -------------------------- |
| 1929 | The Girl in the Glass Cage |
| 1933 | The Bermondsey Kid         |
| 1934 | The Life of the Party      |

| Ano  | Filmes             | Diretor              |
| ---- | ------------------ | -------------------- |
| 1937 | The Schooner Gang  | W. Devenport Hackney |
| 1938 | The Dance of Death | Gerald Blake         |
| 1950 | Soho Conspiracy    | Cecil Williamson     |

## Curtas
| Ano  | Filmes                                             | Diretor    |
| ---- | -------------------------------------------------- | ---------- |
| 1948 | Charlie Barnet and His Orchestra in Redskin Rhumba | Will Cowan |
| 1948 | Buddy Rich and His Orchestra                       | Will Cowan |